# Rathaus-Galerie Leverkusen

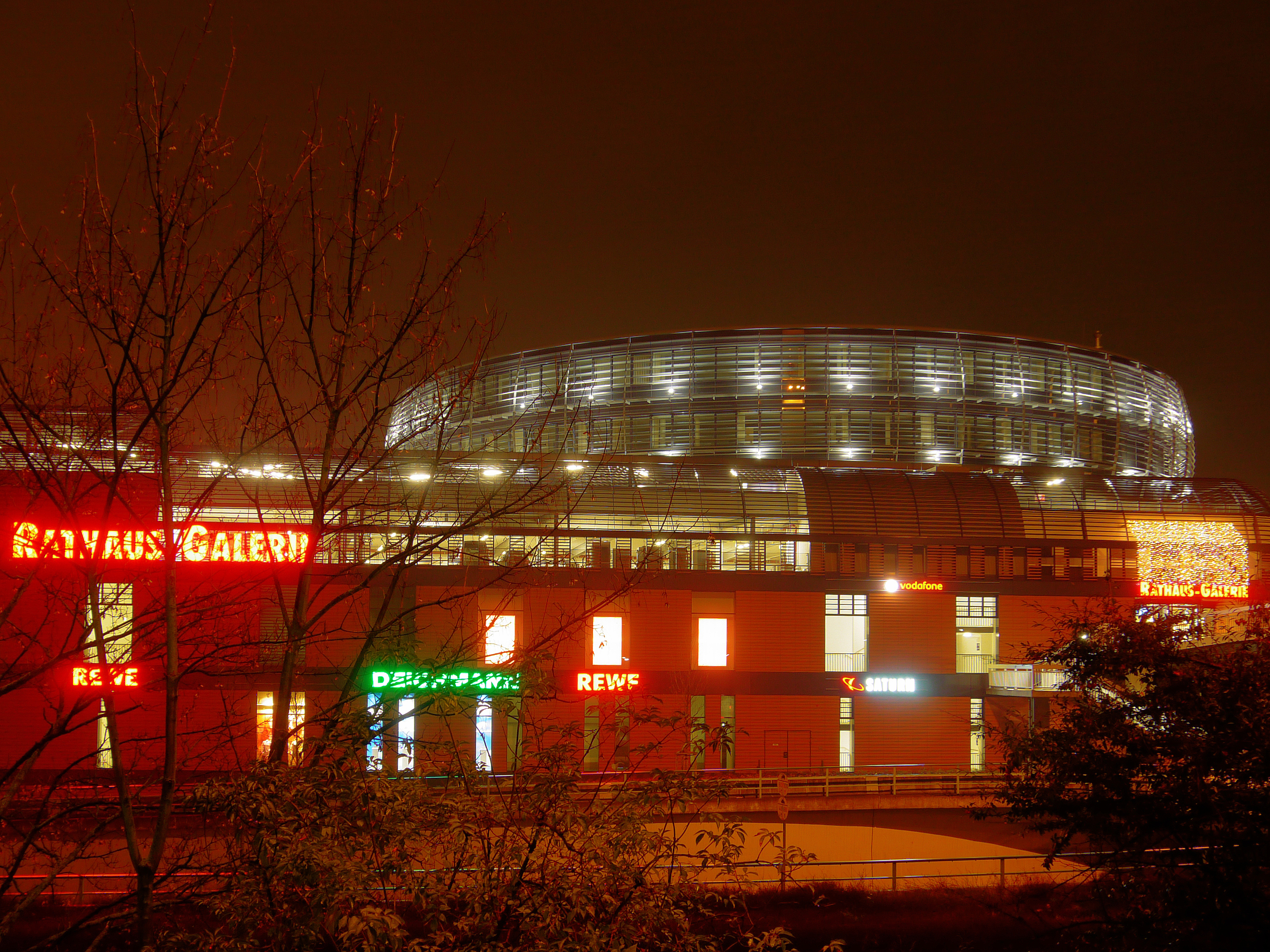
Rathaus-Galerie Leverkusen

De Rathaus-Galerie Leverkusen is een winkelcentrum in de stad Leverkusen in de Duitse deelstaat Noordrijn-Westfalen. Het is het grootste winkelcentrum van de stad. 

## Beschrijving
De Rathaus-Galerie bevindt zich in het stadscentrum van Wiesdorf, het centrum van Leverkusen, op het Friedrich-Ebert-Platz. Als onderdeel van de herontwikkeling van het gebied werden in 2007 het oude stadhuis van Leverkusen uit 1977, het stadskantoor en het warenhuis Bayer gesloopt.  Het winkelcentrum werd geopend op 24 februari 2010. Volgens de exploitant bedroeg het investeringsvolume in de bouw van het winkelcentrum € 200 miljoen. 
Op de eerste drie verdiepingen is 22.600 m² verkoopruimte, in gebruik bij circa 120 speciaalzaken. Er zijn ook ruimtes voor restaurants en diverse dienstverleners. Bekende merken of retailers die verkoopruimte hebben gehuurd zijn onder meer de modeketens C&A en H&M, de elektronicawinkel Saturn, de boekhandel Thalia Bücher en de supermarktketen REWE. Daarboven bevinden zich twee parkeerlagen met bijna 500 parkeerplaatsen. In het midden boven bevindt zich een glazen rotonde, waarin onder meer het stadhuis van de stad is gevestigd op ruim 5.000 m². De stadsbibliotheek van Leverkusen is ook te bereiken via de galerij van het stadhuis. Dagelijks komen er zo’n 28.300 bezoekers naar de Rathaus-Galerie, waar 950 medewerkers werken. 
De Rathaus-Galerie is eigendom van het open-ended vastgoedfonds CS Euroreal, dat wordt geliquideerd en per 31 maart 2014 was gewaardeerd op € 207,4 miljoen. Het winkelcentrum wordt beheerd door de ECE Group uit Hamburg

## Bereikbaarheid
Er wonen ruim 630.000 mensen in het verzorgingsgebied tot 45 minuten reizen. Het winkelcentrum is bereikbaar met het openbaar vervoer, via de A1 en A3 en de rijkswegen 8, 51 en 232.